# Mezilaurus pyriflora
Mezilaurus pyriflora är en lagerväxtart som beskrevs av H. van der Werff. Mezilaurus pyriflora ingår i släktet Mezilaurus och familjen lagerväxter. Inga underarter finns listade i Catalogue of Life.